# Stemma della Nigeria
Lo stemma della Nigeria è il simbolo araldico ufficiale del Paese. È stato adottato il 20 maggio 1960, ma la versione attuale risale al 1979.

## Descrizione
Lo stemma consiste in uno scudo nero con pergola ondulata d'argento, che simboleggia i due grandi fiumi del paese (Benue e Niger) che confluiscono. A sostegno dello scudo si trovano due cavalli bianchi e a coronamento un'aquila rossa. Sotto lo scudo è raffigurato un prato su cui fioriscono i fiori nazionali, i Costus spectabilis. In basso un cartiglio riporta il motto del paese: Unity and Faith, Peace and Progress (in inglese Unità e Fede, Pace e Progresso).

## Galleria d'immagini

Sigillo del Presidente della Nigeria
Sigillo del Vicepresidente della Nigeria
Sigillo della Camera dei rappresentanti della Nigeria
Sigillo del Senato della Nigeria

### Emblemi storici

Emblema dell'Africa Occidentale Britannica
Emblema della Colonia di Lagos
Emblema dell'Oil Rivers Protectorate
Emblema del Niger Coast Protectorate
Emblema del Northern Nigeria Protectorate
Emblema del Southern Nigeria Protectorate
Stemma della Nigeria (1960-1979)

## Stemmi ed emblemi degli stati federati

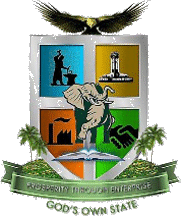
Abia
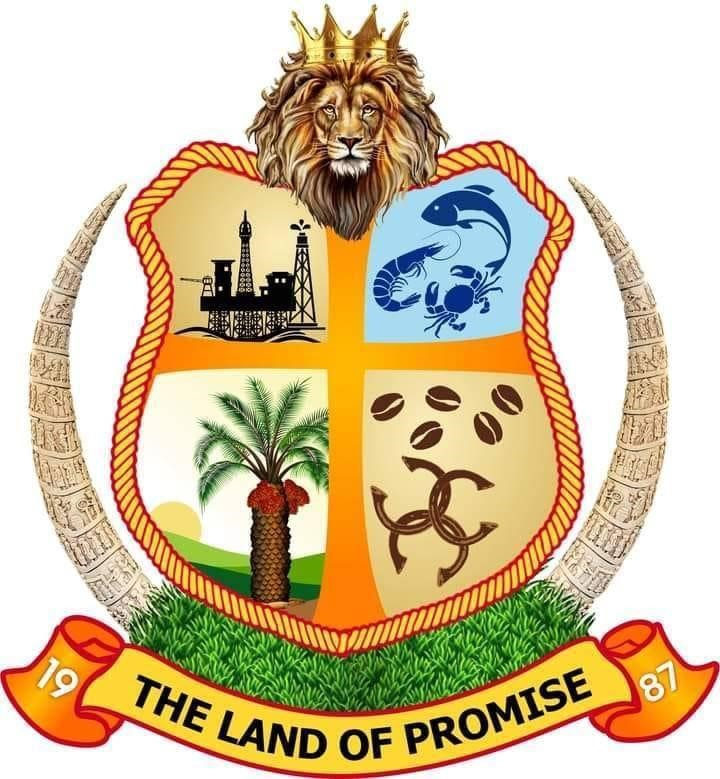
Akwa Ibom
Bauchi
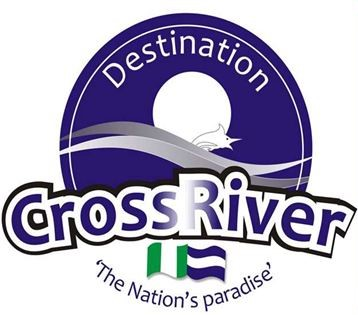
Cross River
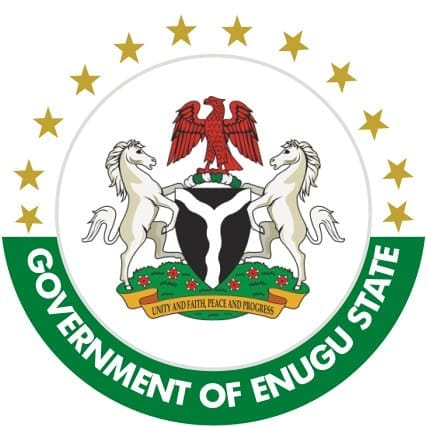
Enugu
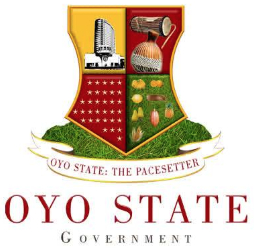
Oyo
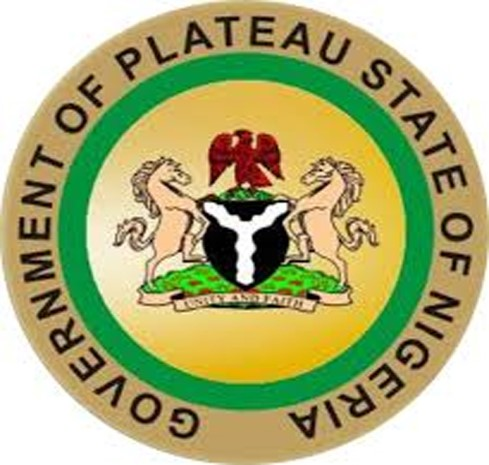
Plateau
Taraba
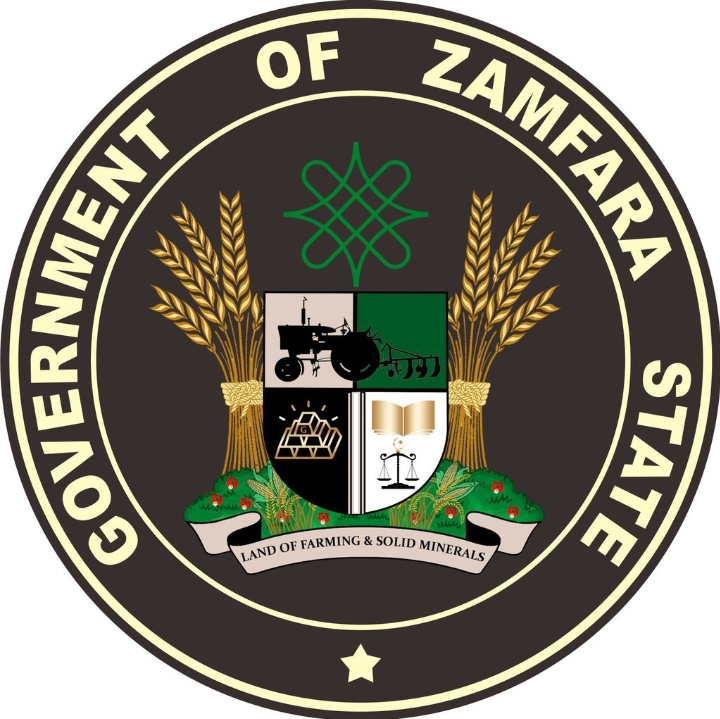
Zamfara